# Хованське кладовище
Хова́нський цвинтар (рос. Хованское кладбище) — московський цвинтар. Знаходиться в Ленінському районі міста Москва, але адміністративно відноситься до Південно-Західного адміністративного округу міста.
Площа некрополя становить 197,2 га. До складу некрополя входять Хованський центральний цвинтар (87,72 га), Хованський північний цвинтар (60 га) та Хованський західний цвинтар (50,12 га). Знаходиться на відстані 5 кілометрів від Москви у півленно-західному напрямку, між Київським та Калузьким шосе, поблизу від селища «Мосрентген». Отримало ім'я від села Ніколо-Хованське.
Хованський Центральний цвинтар заснований у 1972 році, Західний — у 1992 році. У 1988 році був збудований Хованський крематорій.

## Відомі особистості, які поховані на кладовищі
- Бган Ольга Павлівна, радянська кіноакторка
- Бикова Єлизавета Іванівна, радянська шахістка
- Баранов В'ячеслав Васильович, радянський і російський кіноактор, майстер дублювання.
- Виноградова Марія Сергіївна, радянська кіноакторка
- Волинцев Юрій Віталійович, актор кіно та театру
- Косих Віктор Іванович, радянський актор
- Леждей Ельза Іванівна, радянська і російська акторка
- Макагонова Роза Іванівна, акторка
- Марков Мойсей Олександрович, радянський фізик-теоретик.
- Сафонов Всеволод Дмитрович, радянський актор
- Стельнов Ігор Анатолійович, хокеїст
- Харитонова Світлана Миколаївна, російська акторка
- Рапов Олег Михайлович (1939—2002) — російський історик.